# Saint-Maurice-les-Brousses
 Saint-Maurice-les-Brousses  (en occitano Sent Mauseris) es una población y comuna francesa, situada en la región de Lemosín, departamento de Alto Vienne, en el distrito de Limoges y cantón de Nexon.

## Demografía
| 395 | 348 | 386 | 570 | 553 | 546 | 842 |
| Para los censos de 1962 a 1999 la población legal corresponde a la población sin duplicidades (Fuente: INSEE [Consultar]) |     |     |     |     |     |     |